# Enguerrand
Enguerrand  è un nome proprio di persona francese maschile.

## Varianti in altre lingue
- Germanico: Engilram[1]
- Latino: Ingelrannus, Ingelramnus

## Origine e diffusione
Si tratta di un nome francese medievale, proveniente da un nome germanico attestato come Engilram, Ingilramnus o Angilramnus: esso è composto da due elementi, di cui il secondo è certamente hramn o hraben ("corvo", presente anche in Rabano, Volframo, Beltramo e Gontrano); il primo viene identificato con Angil (ossia "Anglo", "appartenente alla tribù degli Angli", da cui anche Angilberto), con Ingil (un diminutivo del nome del dio Ing) o anche con angil ("angelo").
Il nome, introdotto in Inghilterra dai Normanni nella forma Ingelram, ha dato origine a un cognome poi ripreso a sua volta come nome, Ingram.

## Onomastico
L'onomastico può essere festeggiato in memoria di sant'Angilramno, abate di Saint-Pierre e vescovo di Metz, oppure il 9 dicembre in ricordo di sant'Angilramno, abate di Saint-Riquier.

## Persone
- Enguerrand III di Coucy, nobile francese
- Enguerrand VII di Coucy, condottiero francese
- Enguerrand delle Fiandre, governatore delle Fiandre
- Enguerrand de Marigny, giurista francese
- Enguerrand de Monstrelet, cronista francese
- Enguerrand I di Ponthieu, conte di Ponthieu
- Enguerrand II di Ponthieu, conte di Ponthieu e signore d'Aumale
- Enguerrand Quarton, pittore e miniaturista francese